# Codexurile din Madrid

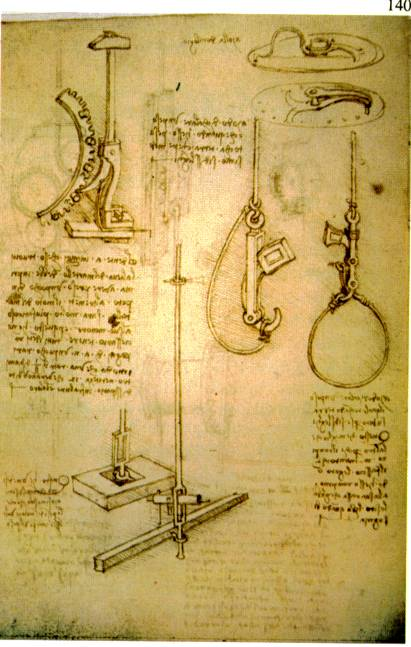
Codexul din Madrid I, f. 19. v

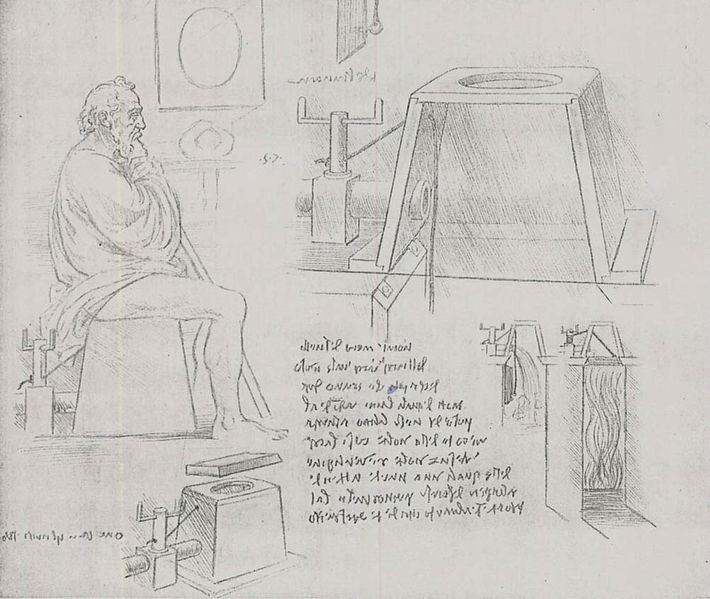
Detaliu dintr-unul din manuscrise

Codexurile din Madrid sunt două manuscrise realizate de Leonardo da Vinci, descoperite accidental în Biblioteca Națională a Spaniei din Madrid în anul 1966. 
Cele două codexuri i-au aparținut lui Don Juan Espina.